# Hademstorf
Hademstorf település Németországban, azon belül Alsó-Szászország tartományban. Lakosainak száma 848 fő (2023. december 31.).

## Népesség
A település népességének változása:
| Lakosok száma | 780  | 839  | 839  | 867  | 896  | 848  |
|               | 2016 | 2017 | 2019 | 2021 | 2022 | 2023 |